# Каратунское сельское поселение
Каратунское се́льское поселе́ние — муниципальное образование в Апастовском районе Татарстана Российской Федерации.
Административный центр — посёлок железнодорожной станции Каратун.

## История
Статус и границы сельского поселения установлены Законом Республики Татарстан от 31 января 2005 года № 8-ЗРТ «Об установлении границ территорий и статусе муниципального образования „Апастовский муниципальный район“ и муниципальных образований в его составе»

## Население
| 2010  | 2011  | 2012  | 2013  | 2014  | 2015  | 2016  |
| ----- | ----- | ----- | ----- | ----- | ----- | ----- |
| 2589  | ↘2571 | ↗2580 | ↘2579 | ↘2555 | ↘2529 | ↘2506 |
| 2017  | 2018  |       |       |       |       |       |
| ↘2494 | ↘2487 |       |       |       |       |       |

## Состав сельского поселения
| № | Населённый пункт                   | Тип населённого пункта                                  | Население |
| - | ---------------------------------- | ------------------------------------------------------- | --------- |
| 1 | Каратун                            | посёлок железнодорожной станции, административный центр |           |
| 2 | Каратунского хлебоприёмного пункта | посёлок                                                 |           |
| 3 | Мурзино                            | село                                                    |           |
| 4 | Свияжский                          | посёлок                                                 |           |